# Sisyrinchium serrulatum
Sisyrinchium serrulatum là một loài thực vật có hoa trong họ Diên vĩ. Loài này được (E.P.Bicknell) Espejo & López-Ferr. miêu tả khoa học đầu tiên năm 1997.